# Arnold Bunge

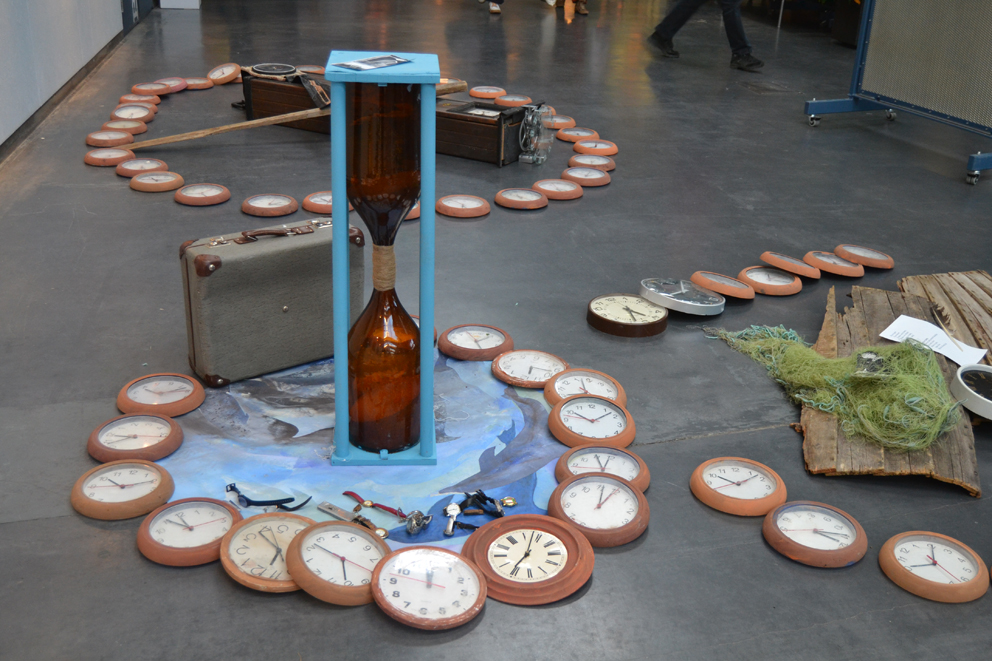
”Tidens Hav”, en installation av Arnold Bunge, Culturen Västerås, Kulturnatten 2011.

Arnold Bunge, född 10 december 1949 är en svensk målare och installationskonstnär, som är verksam sedan 1967 och bosatt i Uppsala.
Bunge finns representerad i många av landets kommuner och landsting. Han har under många år varit mest känd som landskapsmålare med motiv ifrån Gotland, Lofoten och den norska fjällvärlden. De sista tjugo åren har Bunge arbetet med "tid" som huvudsakligt tema. Han har visat målningar med motiv inspirerade av hällristningar och grottmålningar samt de australiska aboriginernas målartradition. Han har också länge arbetat med installationer "Tidens Hav" och "Carpe Diem".

## Utställningar
- Galleri Sturekatten,  Stockholm, 1967.
- Galleri, Trosa kvarn 1975.
- Svarta Katten, 1981, Gävle.
- Galleri ColombeValhall, 1983, Stockholm.
- Galleri Nygård,1983, 1984, Flen.
- Galleri Strömstad, 1983,1984, Strömstad.
- Galleri Apella-Gränden, Västerås, 1984, 1986, 1991.
- Galleri Bison,  Örnsköldsvik, 1985.
- Galleri St. Paul Stockholm 1985.
- Galleri Rosa Moln, 1986 Kalmar.
- Galleri Dombron, 1987,1991,1994,1995 Uppsala.
- Galleri Trekanten, 1991, Sigtuna.
- Galleri Mercurie Ryttare, 1997, Sala.
- Galleri Terseaus, 1997 Stockholm.
- Bläse kalkbruk, Gotland 1997.
- Galleri Mercurie Ryttare, Sala 1997.
- Galleri Slätpricken, Oxelösund, 1999.
- Galleri Lyktan, 1999, Östersund.
- Folkets Hus, Lysekil, 2002.
- Galleri Lyktan Skogås 2011.
- Kulturkafeet Uppsala, 2011,
- Galleri 31, Hästholmen, Ödeshög, 2011.
- Culturen ,Västerås, 2011. Drömspår,
- Galleri 1. UKK, Uppsala konstnärsklubb, Uppsala, 2012
- Galleri Amsterdam Agueli , Stockholm 2012.
- Folkets Hus, Lysekil, 2002.
- Galleri Lyktan, Skogås, Stockholm , 2011.
- Galler 31, Hästholmen, Ödeshög, 2011
- Culturen, Kulturtorget, Västerås, 2011

Gamla Rådhuset, Södertälje konstförening, Södertälje 2013
. "Tabula Rasa" ,Å huset, Uppsala Konstnärsklubb kulturnatten Uppsala 2013. Galleri Emmas, Grästorp 2014, Galleraget i Alvik , Stockholm 2015, Galleri Persgården, Visingsö 2015.. "Sånglinjer" ,UKK (Uppsala konstnärsklubb) 2016. Galleri Kulturgården, Sigtuna 2017. 

### Utställningar i kulturnämnders regi
- Bräcke, 83.
- Filipstad, 83.
- Avesta 84,85.
- Eslöv, 84.
- Arvidsjaur, 84.
- Arjeplog, 84.
- Orust, 85.
- Haparanda, 85.
- Arboga, 84.
- Vadstena Rådhus.84.
- Hedemora, 87.
- Arboga Konsthall, jan, 2000.
- Nynäshamns Konsthall, 2002.
- Upplands Väsby Konsthall, installations- och måleri-utställningen Tidens hav, 2003.
- Tierp, ”Tidens hav” 2004.
- Munkedal, ”Tidens hav” 2004.
- Bryggergården, Fåborg, ”Tidens hav” Danmark. 2004.
- Habo, ”Tidens hav” 2005.
- Vara, ”Tidens hav” 2005.
- Svenljunga, ”Tidens hav” 2005.
- Kulturnatten, Västerås , Carpe Diem, installation, sep.  2011.
- Drömspår - Carpe Diem, Essunga, Nossebro 2012.
- Drömspår, Lessebo 2012,
- Drömspår -Carpe Diem, Konsthallen Köping 2012.
- Drömspår -Carpe Diem, Sunne Kommun 2012.
- Gällivare museum 2012.
- Dergårds Galleriet, Lerum, 2012
- Drömspår - Carpe Diem, Essunga, Nossebro 2012. Drömspår, Lessebo 2012, Drömspår -Carpe Diem, *Konsthallen Köping 2012. Drömspår -Carpe Diem, Sunne Kommun 2012.Gällivare museum 2012.. Lerums kommun 2012. Mjölby Kommun, Galleri Hörnet 2013. Askersunds kommun 2016. Henån, Orust kommun 2019
- Konstföreningar:   Kungsör Konstförening. 2013. Hallstahammars konstförening 2013  Kulörta Lyktor, Filipstad,Fiipstads museum 2013.   Galleri Magnifik, Missionskyrkan, Linköping 2014. NAK konstförening Essunga, 2012  Grästorps konstförening, Galleri Emmas, Grästorp 2014. Södertälje Konstförening, 2013. Vadstena konstförening Vadstena Konstgalleri, Vadstena 2016. Lysekils Konsthall , Lysekils Konstförening 2017.  Vantörs Konstförening, Stockholm 2018. Södertälje Konstförening, Gamla Rådhuset. 2018. Ljusterö Konstförening 2018.

### Utrikesutställningar
- Galleri Håkan Jarl, 84, 85, Oslo, Norge.
- Kongresscentrum Plaza, 87, Hamburg, Tyskland.
- Galleri Schroeder Krentzen, 88, Hamburg, Tyskland.
- ”Tidens hav” Bryggergården, Faaborg, Danmark 2005
- Ski Kommune, Norge. 2015.

## Representation
- MelkWeg club, "Liv"72,
- Amsterdam. BOB industrier, "Trut" 83, Kumla.
- Orustkommun, 85.
- Filipstadskommun, "Karlsö", 83.
- Södermanlandsläns-landsting, "Flygare", 85.
- Arjeplogs kommunbibliotek, ”Vallmo”, 84.
- Arla ,  Uppsala, 84.
- Avesta kommun, 84.
- Hedemora kommun, 89.
- ABB, "Hav", Stockholm, 86.
- "Raukar", Uppsala, 95.
- Arbogakommun, "Kluven", 2000.
- Upplandsväsby, Skeppen 2003.
- Munkedal, ”Vandrare” 2004,
- Habo kommun, 2005.
- Vara, ”Nätet” 2005.
- Svenljunga kommun, ”Fisketur”.2005.
- LIF, Stockholm ”Buddha” 2005.
- Essunga ”Aborigin Havssköldpadda”  2012.
- Sunne Kommun, " Wandjina", 2012 och "Vandrare" 2012.
- Lerums kommun "Blå Schamaner" 2012
- Vadstena Sparbank Ristning 2016,.